# Nana Ekua Brew-Hammond
Œuvres principales
- The Whinings of a Seven Sister Cum Laude Graduate Working Board as an Assistant (poème), 2006
- Bush Girl (nouvelle), 2008
- Powder Necklace (roman), 2010

Nana Ekua Brew-Hammond est une romancière, nouvelliste et poète américano-ghanéenne. Elle a écrit pour AOL, Parenting Magazine, The Village Voice, Metro et Trace Magazine. Sa nouvelle Bush Girl a été publiée dans le numéro de mai 2008 de African Writing et son poème The Whinings of a Seven Sister Cum Laude Graduate Working Board as an Assistant a été publié dans le Growing up Girl Anthology de 2006. Diplômée avec distinction du Vassar College, elle fréquente une école secondaire au Ghana. Son livre Powder Necklace est vaguement basé sur sa propre expérience. En 2014, elle est sélectionnée pour faire partie d'Africa39, un projet visant à mettre en valeur une sélection de 39 auteurs particulièrement prometteurs, ayant moins de 40 ans, originaire d'Afrique subsaharienne et de sa diaspora et incluse dans l'anthologie Africa39: New Writing from Africa South of the Sahara (édité par Ellah Allfrey),,.

## Vie personnelle et éducation
Elle est née dans la petite ville de Plattsburgh, État de New York. Ses parents déménagent ensuite à New York, puis dans le Queens, où Nana Ekua Brew-Hammond grandi avant d'être renvoyée par ses parents à l'âge de 12 ans, avec ses frères et sœurs, au Ghana pour aller à l'école secondaire. Elle fréquente l'une des plus prestigieuses écoles secondaires de filles au Ghana, l'école secondaire pour filles de Mfantsiman dans la Région du Centre. Elle est diplômée avec distinction (cum laude) du Vassar College à Poughkeepsie. Elle a maintenant 10 ans d'expérience dans le monde de l'écriture.

## Carrière littéraire
En 2014, elle figurait parmi les auteurs africains les plus prometteurs âgés de moins de 39 ans du Hay Festival-Rainbow Book Club Project Africa39: New Writing from Africa South of the Sahara (Bloomsbury). L'anthologie Africa39 a été publiée pour célébrer la désignation par l'UNESCO de Port Harcourt au Nigeria, en tant que capitale mondiale du livre 2014. Plus récemment, elle a été sélectionnée pour la bourse d'études Miles Morland 2014.
Étant également un écrivain de style et de culture, Nana Ekua Brew-Hammond a été invitée sur MSNBC, NY1, SaharaTV et ARISE TV et a été publiée, entre autres, dans le magazine Ebony, le magazine d'Ethiopian Airlines Selamata, sur EBONY.com, dans l'hebdomadaire The Village Voice, sur le site web The Grio et dans le webzine MadameNoire.

## Sélection d'écrits
- The Whinings of a Seven Sister Cum Laude Graduate Working Board as an Assistant (poème), 2006
- Bush Girl (nouvelle), 2008
- Powder Necklace (roman), 2010

## Interviews
- "Author Nana Ekua Brew-Hammond speaks to WomenWerk on advocacy, inspirations and keeping a day job"[7]
- Entretien avec Nana Ekua Brew-Hammond, auteure de Powder Necklace[8]
- "Author Nana Ekua Brew-Hammond Discusses the Inspiration for Her Debut Novel, Powder Necklace". YouTube video[9].
- "Nana Ekua Brew-Hammond - Activism and Art: Personal Journeys in the Diaspora - Full Interview", AfricanFilmFest. YouTube, 13 August 2015.